# (20110) 1995 SS2
(20110) 1995 SS2 là một tiểu hành tinh vành đai chính. Nó được phát hiện bởi Seiji Ueda và Hiroshi Kaneda ở Kushiro, Hokkaidō, Nhật Bản, ngày 20 tháng 9 năm 1995.